# Campeonato Mundial de Esquí Alpino de 2019
El XLV Campeonato Mundial de Esquí Alpino se celebró en la localidad de Åre (Suecia) entre el 4 y el 17 de febrero de 2019 bajo la organización de la Federación Internacional de Esquí (FIS) y la Federación Sueca de Esquí.
Las competiciones se realizaron en las pistas de esquí de la Arena Nacional de Åre.

## Calendario
| M | Masculino | F | Femenino | EQ | Mixto |

| Febrero de 2019 | 04 Lun | 05 Mar | 06 Mié | 07 Jue | 08 Vie | 09 Sáb | 10 Dom | 11 Lun | 12 Mar | 13 Mié | 14 Jue | 15 Vie | 16 Sáb | 17 Dom |
| --------------- | ------ | ------ | ------ | ------ | ------ | ------ | ------ | ------ | ------ | ------ | ------ | ------ | ------ | ------ |
| Descenso        |        |        |        |        |        | M      | F      |        |        |        |        |        |        |        |
| Eslalon         |        |        |        |        |        |        |        |        |        |        |        |        | F      | M      |
| Eslalon gigante |        |        |        |        |        |        |        |        |        |        | F      | M      |        |        |
| Supergigante    |        | F      | M      |        |        |        |        |        |        |        |        |        |        |        |
| Combinada       |        |        |        |        | F      |        |        | M      |        |        |        |        |        |        |
| Equipo          |        |        |        |        |        |        |        |        | EQ     |        |        |        |        |        |

## Resultados

### Masculino
| Evento                  | Oro                                      | Plata                                                         | Bronce                                 |
| ----------------------- | ---------------------------------------- | ------------------------------------------------------------- | -------------------------------------- |
| Descenso (09.02)        | Kjetil Jansrud · Noruega · 1:19,98       | Aksel Lund Svindal · Noruega · 1:20,00                        | Vincent Kriechmayr · Austria · 1:20,31 |
| Eslalon (17.02)         | Marcel Hirscher · Austria · 2:05,86      | Michael Matt · Austria · 2:06,51                              | Marco Schwarz · Austria · 2:06,62      |
| Eslalon gigante (15.02) | Henrik Kristoffersen · Noruega · 2:20,24 | Marcel Hirscher · Austria · 2:20,44                           | Alexis Pinturault Francia 2:20,66      |
| Supergigante (06.02)    | Dominik Paris · Italia · 1:24,20         | Vincent Kriechmayr · Austria Johan Clarey · Francia · 1:24,29 | —                                      |
| Combinada (11.02)       | Alexis Pinturault Francia 1:47,71        | Štefan Hadalin Eslovenia 1:47,95                              | Marco Schwarz · Austria · 1:48,17      |

### Femenino
| Evento                  | Oro                                     | Plata                                    | Bronce                                  |
| ----------------------- | --------------------------------------- | ---------------------------------------- | --------------------------------------- |
| Descenso (10.02)        | Ilka Štuhec Eslovenia 1:01,74           | Corinne Suter · Suiza · 1:01,97          | Lindsey Vonn Estados Unidos 1:02,23     |
| Eslalon (16.02)         | Mikaela Shiffrin Estados Unidos 1:57,05 | Anna Swenn-Larsson · Suecia · 1:57,63    | Petra Vlhová · Eslovaquia · 1:58,08     |
| Eslalon gigante (14.02) | Petra Vlhová · Eslovaquia · 2:01,97     | Viktoria Rebensburg · Alemania · 2:02,11 | Mikaela Shiffrin Estados Unidos 2:02,35 |
| Supergigante (05.02)    | Mikaela Shiffrin Estados Unidos 1:04,89 | Sofia Goggia · Italia · 1:04,91          | Corinne Suter · Suiza · 1:04,94         |
| Combinada (08.02)       | Wendy Holdener · Suiza · 2:02,13        | Petra Vlhová · Eslovaquia · 2:02,16      | Ragnhild Mowinckel · Noruega · 2:02,58  |

### Mixto
| Evento         | Oro | Plata | Bronce |
| -------------- | --- | --- | --- |
| Equipo (12.02) | Suiza · Aline Danioth · Wendy Holdener · Daniel Yule · Ramon Zenhäusern · Andrea Ellenberger R · Sandro Simonet R | Austria · Katharina Liensberger · Katharina Truppe · Michael Matt · Marco Schwarz · Franziska Gritsch R · Christian Hirschbühl R | Italia · Irene Curtoni · Lara Della Mea · Simon Maurberger · Alex Vinatzer · Marta Bassino R · Riccardo Tonetti R |

## Medallero
| Núm. | País           | Oro | Plata | Bronce | Total |
| ---- | -------------- | --- | ----- | ------ | ----- |
| 1    | Noruega        | 2   | 1     | 1      | 4     |
| 1    | Suiza          | 2   | 1     | 1      | 4     |
| 3    | Estados Unidos | 2   | 0     | 2      | 4     |
| 4    | Austria        | 1   | 4     | 3      | 8     |
| 5    | Eslovaquia     | 1   | 1     | 1      | 3     |
| 5    | Francia        | 1   | 1     | 1      | 3     |
| 5    | Italia         | 1   | 1     | 1      | 3     |
| 8    | Eslovenia      | 1   | 1     | 0      | 2     |
| 9    | Alemania       | 0   | 1     | 0      | 1     |
| 9    | Suecia         | 0   | 1     | 0      | 1     |
|      | TOTAL          | 11  | 12    | 10     | 33    |